# Ursula Wendt-Walther
Ursula Wendt-Walther (* 13. März 1934 in Berlin, damals Deutsches Reich; † 17. Februar 2016 in Nürnberg) war eine deutsche Opernsängerin (Sopran).

## Leben

### Ausbildung und Karrierebeginn
Ursula Wendt-Walther, geborene Wendt, wurde als Tochter des Versicherungsdirektors Hugo Wendt in Berlin, wo sie auch aufwuchs, geboren.
Sie studierte am Konservatorium Berlin und an der Musikhochschule Berlin Gesang; außerdem erhielt sie Privatunterricht bei dem finnischen Bariton Kari Nurmela in Zürich. Als Elevin sang sie 1956–1958 am Staatstheater Hannover. Es folgten Jahresverträge am Stadttheater Rheydt (1958–1959) und am Stadttheater Luzern (1959–1960). Ihr erstes Festengagement als Hauptrollensängerin hatte sie 1960–1963 am Landestheater Detmold, wo sie mit der Titelrolle in La Traviata debütierte. In der Spielzeit 1964/65 trat sie als Gast am Landestheater Esslingen auf. Es folgten weitere Festengagements am Stadttheater Mainz (Spielzeit 1965/66) und am Theater Bremerhaven (1966–1970).

### Engagement am Opernhaus Nürnberg
Mit Beginn der Spielzeit 1970/71 kam Wendt-Walther als festes Ensemblemitglied an das Opernhaus Nürnberg, dem sie bis zu ihrem Ausscheiden 1994 fast 25 Jahre ohne Unterbrechung angehörte. Ihre Antrittsrolle war die Marzelline in Fidelio. Im Laufe ihres Nürnberger Engagements sang Wendt-Walther über 60 Rollen, in einem Repertoire, das von Monteverdi bis zur Moderne reichte. Schwerpunkte waren die großen Mozart-Rollen (Fiordiligi, Figaro-Gräfin, Donna Elvira in zwei Nürnberger Neuinszenierungen, Pamina), sowie Werke von Richard Strauss und Richard Wagner. Zu ihren Nürnberger „Glanzrollen“ gehörten insbesondere Eva, Desdemona, Tosca, Marschallin und Arabella. Im französischen Fach sang sie u. a. die Titelrolle in Margarethe (ab Dezember 1979 und mehrfach in der Spielzeit 1980/81) und die Micaëla in Carmen.
In der Spielzeit 1972/73 war sie die Lady Harriet in einer Martha-Neuinszenierung. In der Spielzeit 1973/74 sang sie an der Seite von Fabio Giongo in der Titelpartie die Rolle der Tochter in einer Premierenproduktion der Cardillac-Urfassung. Im November 1973 übernahm sie erstmals die Rolle der Donna Elvira in Don Giovanni. In der Spielzeit 1974/75 sang sie Pamina in einer Neueinstudierung der Mozart-Oper Die Zauberflöte. In der Spielzeit 1975/76 folgte die Figaro-Gräfin. Außerdem sang sie in der Spielzeit 1975/76 die Marie in einer Neuinszenierung der Oper Die verkaufte Braut.
In der zweiten Nürnberger Othello-Neuinszenierung (Premiere: April 1978; Regie: Hansjörg Utzerath; mit Sándor Arizs und Karl-Heinz Thiemann alternierend als Titelheld) sang sie als Zweitbesetzung die Desdemona. In der Freischütz-Neuinszenierung von Peter Beauvais (Premiere: Spielzeit 1979/80) war sie als Agathe neben Sharon Markovich die Alternativbesetzung und sang diese Rolle regelmäßig bis Juni 1986. In der Spielzeit 1980/81 sang sie u. a. die Baronin Freimann in Der Wildschütz. Am Nürnberger Opernhaus übernahm sie auch die Elisabeth von Valois in Don Carlos (u. a. mehrfach in der Spielzeit 1980/81 und erneut im April 1984), die Nedda in Der Bajazzo (u. a. mehrfach in den Spielzeiten 1979/80 und 1980/81), die Titelrolle in Tosca (Juli 1982) und in mehreren Produktionen die Titelrolle in Madame Butterfly.
Zu ihren Premieren-Rollen gehörten in den 1980er Jahren u. a. Donna Elvira in Don Giovanni (Spielzeit 1984/85, Premiere: Oktober 1984), Felice in Die vier Grobiane (Spielzeit 1985/86, Premiere: Juli 1986), die Sklavin Liù in Turandot (Spielzeit 1986/87, Premiere: Dezember 1986, mit weiteren Vorstellungen bis Juli 1989), Chrysothemis in Elektra (Premiere: Mai 1987; Wiederaufnahme Juli 1988) in der letzten Premieren-Produktion von GMD Hans Gierster sowie Bertalda in Undine (Spielzeit 1987/88, Premiere: November 1987, Regie: Peter P. Pachl).
Weiters übernahm sie in der Spielzeit 1986/87 als Alternativbesetzung die Antonia in einer Neuinszenierung von Hoffmanns Erzählungen (Regie: Hellmuth Matiasek, als Partnerin von Zachos Terzakis); diese Rolle sang sie dann auch in den Folgejahren, zuletzt von Januar bis März 1989. In der Neuinszenierung der Strauss-Oper Der Rosenkavalier (Regie: Heinz Lukas-Kindermann) übernahm Wendt-Walther als Nürnberger Hausbesetzung von Dezember 1988 bis April 1991 die Rolle der Marschallin; diese Rolle sang sie letztmals in der Spielzeit 1991/92 bei der Wiederaufnahme der Produktion im Dezember 1991. Von Februar 1989 bis November 1990 sang sie in zahlreichen Vorstellungen regelmäßig als Nürnberger Hausbesetzung die Rolle der Abigaille in Nabucco.
Als langjähriges Ensemblemitglied übernahm Wendt-Walther auch zahlreiche kleinere und mittlere Partien, u. a. die 1. Dame in Die Zauberflöte (Neuinszenierung Spielzeit 1981/82, Regie: Peter Beauvais), Ortlinde in Die Walküre (Neuinszenierung Spielzeit 1983/84) oder Echo in Ariadne auf Naxos (Neuinszenierung Spielzeit 1985/86). Im November 1988 sprang sie sogar einmal in Nabucco für eine erkrankte Kollegin in der Mini-Partie der Anna ein, da die Aufführung sonst, mangels Ersatz, hätte ausfallen müssen.
Auch in mehreren Operetten stand sie auf der Bühne: u. a. als Rosalinde (Die Fledermaus, Wiederaufnahme: September 1975), als Laura (Der Bettelstudent), als Saffi (Der Zigeunerbaron), als Kurfürstin Marie (Der Vogelhändler, Neuinszenierung: Oktober 1978), als Gräfin Mariza (Neuinszenierung: Juli 1978), als Hanna Glawari (Die lustige Witwe, Neuinszenierung: Mai 1975) und seit der Spielzeit 1970/71 immer wieder als Lisa (Das Land des Lächelns).
Wendt-Walther wurde am Opernhaus Nürnberg jedoch insbesondere als Wagner-Sängerin eingesetzt. Im Wagner-Fach hatte sie insbesondere als Eva in Die Meistersinger von Nürnberg (u. a. in der Inszenierung von Hans-Peter Lehmann; Wiederaufnahme Mai 1981), als Elsa in Lohengrin (ebenfalls in einer Inszenierung von Hans-Peter Lehmann; Wiederaufnahme im Mai 1980), als Elisabeth in Tannhäuser und als Senta (Der Fliegende Holländer) große Erfolge. Im Juni 1981 sang sie am Opernhaus Nürnberg die Eva in einer Gala-Vorstellung an der Seite von René Kollo, Klaus Hirte und Franz Ferdinand Nentwig. Die Meistersinger-Eva sang sie 1987–1989 auch noch einmal in der Nürnberger Neuinszenierung von Heinz Lukas-Kindermann. In der Lohengrin-Neuinszenierung von Ernst A. Klusen war sie 1989–1990 die Elsa von Brabant als Partnerin von Karl-Heinz Thiemann, Thomas Sunnegardh und Wolfgang Schmidt. Bei einem Wagner-Abend im Nürnberger Opernhaus sang sie im Juli 1989 die Sieglinde im 1. Akt der Walküre unter der musikalischen Leitung von Christian Thielemann. 1990–1991 sang sie die Tannhäuser-Elisabeth in einer Neuinszenierung von Wolfgang Weber. Im Februar/Juli 1993 übernahm sie als Nürnberger Hausbesetzung die Rolle der Senta in einer Neuinszenierung von Petrika Ionesco.
In April/Mai 1993 und zuletzt im März 1994 sang sie die Donna Elvira, diesmal in der Nürnberger Don Giovanni-Neuinszenierung des Hausregisseurs Wolfgang Quetes. Im April 1994 sang sie in ihrer Nürnberger Abschiedsvorstellung noch einmal die Senta im Fliegenden Holländer; mit dieser Rolle nahm sie auch ihren Abschied von der Opernbühne.

### Einsatz für die Moderne
Wendt-Walther, die die Moderne „reizte“, sang auch zahlreiche Partien des zeitgenössischen Musiktheaters, die dem Nürnberger Publikum „in starker Erinnerung blieben“. In der Nürnberger Inszenierung von Die Soldaten (1974) interpretierte sie die Partie der Marie. In der Uraufführung der Zemlinsky-Oper Der Traumgörge (Spielzeit 1980/81) sang sie die Sopran-Partie der Marei. In der Spielzeit 1980/81 übernahm sie die Partie der Schulvorsteherin Miss Wordsworth in Albert Herring (Regie: Uwe Kreyssig). In der Nürnberger Erstaufführung der Oper Lear im März 1982 war sie die Königstochter Regan. Außerdem wirkte sie in Opern von Hans Werner Henze, Hans Zender und Wolfgang Rihm mit.

### Gastspiele
Wendt-Walther gastierte u. a. an der Deutschen Oper am Rhein, am Nationaltheater Mannheim, am Staatstheater Hannover (u. a. Spielzeit 1982/83 als Marie in Die verkaufte Braut), am Staatstheater Wiesbaden, am Staatstheater am Gärtnerplatz (u. a. 1979 und Spielzeit 1981/82, als Marie in Die verkaufte Braut), am Theater Bremen (Spielzeit 1979/80 als Tannhäuser-Elisabeth in einer Gala-Vorstellung des Richard-Wagner-Verbandes als Partnerin von Hugh Beresford), am Theater Regensburg (Spielzeit 1981/82 als Desdemona), am Theater Ulm (Spielzeit 1981/82, als Elisabeth de Valois), an der Wiener Staatsoper (1979, als Isotta in Die schweigsame Frau) und am Theater Basel. Im April 1977 trat sie am Teatro La Fenice in Venedig in mehreren Vorstellungen als Stimme des Falken und Hüter der Schwelle des Tempels in der Strauss-Oper Die Frau ohne Schatten auf. Im Juni 1978 sang sie bei einem Operettenkonzert in Den Haag. Im Oktober 1978 übernahm sie kurzfristig die Fiordiligi in einer Così fan tutte-Neuproduktion am Theater Würzburg.

### Privates
Wendt-Walther war mit dem Schauspieler Wolf Walther († 1997) verheiratet. Sie lebte in Lindelburg im Landkreis Nürnberg.